# Masters de Hamburgo 1987
El Abierto de Hamburgo de 1987 fue un torneo de tenis jugado sobre tierra batida, que fue parte de las Masters Series. Tuvo lugar en Hamburgo, Alemania, desde el 27 de abril hasta el 3 de mayo de 1987.

## Campeones

### Individuales
Ivan Lendl vence a  Miloslav Mecír, 6-1, 6-3, 6-3

### Dobles
Miloslav Mecír /  Tomáš Šmíd vencen a  Claudio Mezzadri /  Jim Pugh, 6-1, 6-2